# Fraction Westendhall

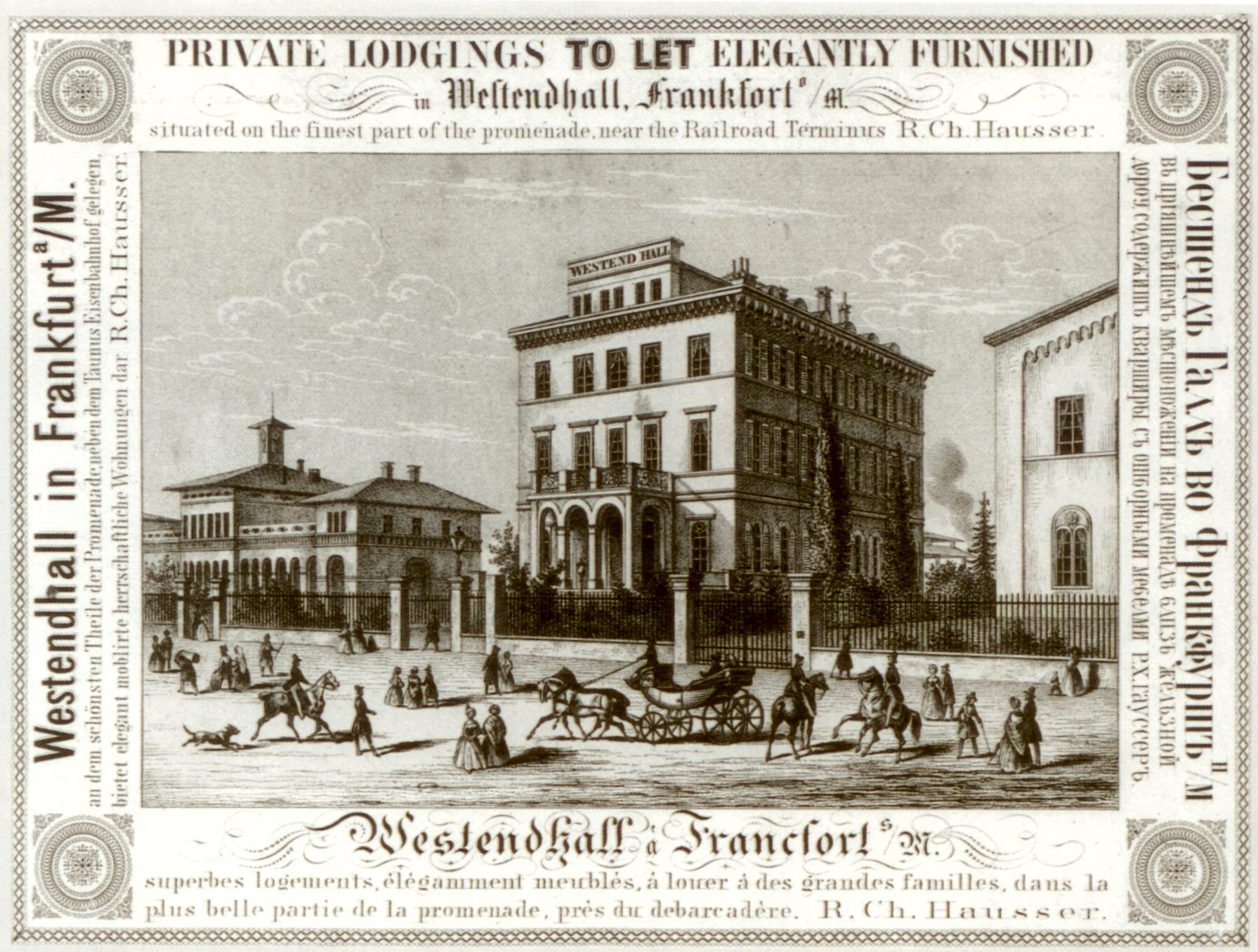
Hôtel Westendhall en 1853

La fraction Westendhall (Westendhall Fraktion en allemand) est un groupe parlementaire, dit Fraktion en allemand, du parlement de Francfort. 
Elle est créée en août 1848.
Comme les autres fractions de l'assemblée nationale, son nom provient du lieu de rencontre de ses différents membres à Francfort-sur-le-Main. 
L'hôtel Westendhall se situe proche des fortifications, entre Taunusbahnhof (gare de Tanus) et la Main-Weser-Bahnhof (gare Main-Weser).
Elle est issue d'une scission des modérées de la fraction de gauche Deutscher Hof ainsi que d'une scission de l'aile gauche du Württemberger Hof, une fraction plus libérale.
La gauche la qualifie de manière moqueuse de « Gauche en queue-de-pie ».
La fraction Westendhall soutient la constitution de Francfort mais est contre le fait de demander la ratification de tous les États membres de la confédération germanique pour l'appliquer. Elle est certes au départ favorable à la république comme système étatique et au suffrage universel. Afin de permettre le vote de la constitution, elle fait alliance avec la fraction Casino afin d'obtenir la majorité au parlement et accepte ainsi la monarchie constitutionnelle héréditaire défendue par la fraction libérale modérée. En contrepartie elle exige plus d'éléments démocratiques dans la constitution.
Le meneur de la fraction est Heinrich Simon. Federer (de), Murschel, Raveaux, Schoder (de), Temme, Schulz-Bodmer et Vischer en sont d'autres membres connus.
Elle représente environ 7 % de l'assemblée, soit environ 40 députés.